# Hrabstwo Gove

Piramida wieku hrabstwa

Hrabstwo Gove – hrabstwo położone w Stanach Zjednoczonych, w stanie Kansas, z siedzibą w mieście Gove City. Założone 11 marca 1868 roku. Hrabstwo należy do nielicznych hrabstw w Stanach Zjednoczonych należących do tzw. dry county, czyli hrabstw gdzie decyzją lokalnych władz obowiązuje całkowita prohibicja.

## Miasta
- Quinter
- Grinnell
- Grainfield
- Park
- Gove City
- Oakley

## Sąsiednie Hrabstwa
- Hrabstwo Sheridan
- Hrabstwo Graham
- Hrabstwo Trego
- Hrabstwo Ness
- Hrabstwo Lane
- Hrabstwo Scott
- Hrabstwo Logan
- Hrabstwo Thomas